# Duboviázivka
Duboviázivka (en ucraniano: Дубов'язівка; en ruso: Дубовязовка, romanizado: Duboviázovka) es un pueblo ucraniano perteneciente al óblast de Sumy. Situado en el norte del país, es parte del raión de Konotop y centro del municipio (hromada) homónimo.

## Geografía
Duboviázivka se encuentra a orillas del río Lipka, 20 km al sureste de Konotop y 110 km al noroeste de Sumy. 

## Historia
El pueblo fue fundado a mediados del siglo XIX y se menciona por primera vez en fuentes escritas en 1859, dentro del uyezd de Konotop de la gobernación de Chernigov del Imperio ruso. En esos años, se produjo el florecimiento de la industria azucarera ucraniana y aumentó la superficie sembrada de remolacha azucarera. En 1868 se instaló el ferrocarril Vorozhba-Konotop cerca de Duboviazunka y en 1888 se construyó una refinería de azúcar. En 1898, comenzó a funcionar en Dubovyazunka una fábrica de azúcar construida por el terrateniente local Kandiba.
Del 22 de enero de 1935 al 7 de junio de 1957, Duboviázivka fue el centro del raión homónimo; primero en el óblast de Chernígov y luego en el recién creado óblast de Sumy.
Durante la Segunda Guerra Mundial, el pueblo fue ocupado por tropas alemanas del 11 de septiembre de 1941 al 7 de septiembre de 1943. En 1956, Duboviázivka recibió el estatus de asentamiento de tipo urbano.
En 2023, Duboviázivka perdió el estatus de asentamiento de tipo urbano en la legislación ucraniana debido a la eliminación de este estatus administrativo.

## Demografía
La evolución de la población de Duboviázivka entre 1959 y 2022 fue la siguiente:
| 7223                                                          | 4630 | 3736 | 3004 | 2622 | 2545 | 2282 |
| (Fuente: Cities & Towns of Ukraine y UKRAINE: Größere Städte) |      |      |      |      |      |      |

Según el censo de 2001, la lengua materna de la mayoría de los habitantes, el 97,45%, es el ucraniano; del 2,16% es el ruso.

## Infraestructura

### Transporte
El asentamiento está conectado por carretera con Sumy, Romní y Konotop. La estación de tren de Duboviazivka, a unos 10 km al norte, está en la línea férrea que conecta Konotop con Sumy a través de Vorozhba.  